# Jason Euell
Jason Joseph Euell est un footballeur anglais/jamaïcain, né le 6 février 1977 à Lambeth. Il évoluait au poste d'attaquant avant de devenir entraîneur.

## Carrière
- 1995-2001 :  Wimbledon FC
- 2001-2006 :  Charlton Athletic
- 2006-2007 :  Middlesbrough FC
- 2007-2009 :  Southampton FC
- 2009-2011 :  Blackpool FC
  - fév. 2011-2011 :  Doncaster Rovers (prêt)
- 2011-2012 :  Charlton Athletic [1],[2],[3]
  - mars 2012-2012 :  AFC Wimbledon (prêt)

### Palmarès
- Champion du Championnat d'Angleterre D3 : 2012

## Vie privée
Jason est sourd de l'oreille gauche, ce qui ne l'empêche pas de jouer au haut niveau.